# Els Verds - Esquerra Ecologista
Els Verds - Esquerra Ecologista és associació política d'esquerra ecologista i verda, tot i que es fundà l'any 2002 com a partit polític amb la marca Esquerra Ecologista-Verds. La seva acció política es desenvolupa al Baix Llobregat.

## Història
Fundat el 2002 per alguns membres provinents d'Els Verds - Confederació Ecologista de Catalunya entre els quals cal destacar Maria Olivares i Usac, exdiputada per ICV, Antoni Garcia i Miquel-Lluís Muntané i Sicart, va reprendre les seves relacions amb Iniciativa fent coalició amb ICV en 2004, desvinculant-se en 2007. En 2011 es va presentar a l'Hospitalet de Llobregat a les eleccions municipals en coalició amb Esquerra Republicana de Catalunya.